# جهاز وعائي محيطي

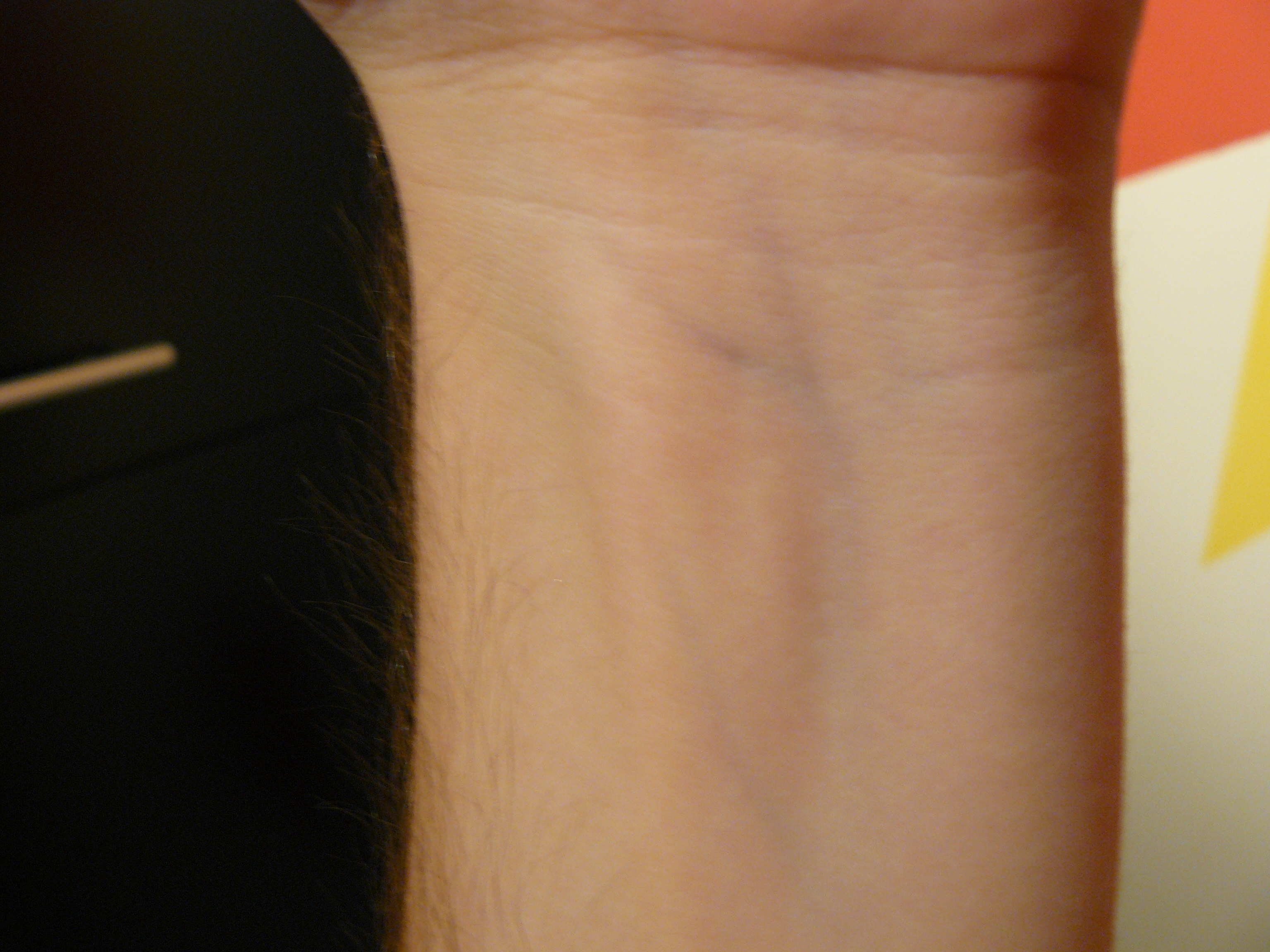
صورة لأوردة المعصم الطرفية.

الجهاز الوعائي المحيطي (بالإنجليزية: Peripheral vascular system)‏ هو جزء من جهاز الدوران الذي يتكون من الأوردة والشرايين ليس في الصدر أو البطن (أي في الذراعين واليدين والساقين والقدمين). توفر الشرايين المحيطية الدم المؤكسج للجسم، وتؤدي الأوردة المحيطية الدم المؤكسج من الشعيرات الدموية في الأطراف إلى القلب.
الأوردة المحيطية هي أكثر طرق الوصول عن طريق الوريد شيوعًا في كل من المستشفيات وخدمات المسعفين لوضع قسطار وريدي طرفي (بالإنجليزية: Peripheral venous catheter)‏ للعلاج عن طريق الوريد.
في بعض الحالات، يمكن علاج انسداد الشرايين الطرفية بالقسطرة وتوسع البالون بدلاً من الجراحة.